# Berejnîțea, Sambir
Berejnîțea (în ucraineană Бережниця) este un sat în comuna Ciukva din raionul Sambir, regiunea Liov, Ucraina.

## Demografie
Componența lingvistică a localității Berejnîțea
     Ucraineană (100%)
Conform recensământului din 2001, toată populația localității Berejnîțea era vorbitoare de ucraineană (100%).